# Italian Sud Est
Italian Sud Est è un film del 2003, diretto dalla Fluid Video Crew.

## Trama
Racconti di vita e speranze di venti personaggi che girano per il Salento sui vecchi treni della Ferrovie del Sud-Est. L'atmosfera è poetica e riporta lo spettatore ad un'epoca che non c'è più in cui il tempo non era sinonimo di frenesia, e lo spazio in cui sono immersi i personaggi si poteva esplorare a passo d'uomo.

## Produzione
Film ambientato e girato integralmente nella Provincia di Lecce: ad Alessano sono state riprese molte scene; poi si riconosce il paese di Guagnano, con la casa/museo Vincent City e l'artista Vincent Brunetti (che l'ha realizzata), quindi: Gallipoli, Tricase, Nardò, Otranto e San Pancrazio Salentino (con la Stazione delle Ferrovie del Sud Est).

## Il DVD
Il DVD, pubblicato nel 2003 da Pablo edizioni e venduto anche in allegato al Quotidiano di Puglia, presenta il film con l'opzione dei sottotitoli in inglese e con altri extra come il backstage presentato da Leandro Aventaggiato, la galleria fotografica, il trailer e il cortometraggio, sempre della Fluid Video Crew, Gli ultracorpi della porta accanto. In occasione del decennale delle riprese (2012), il DVD ormai fuori catalogo è stato ripubblicato, con un nuovo packaging, da AnimaMundi edizioni.